# 1796 год в театре
1796 год в театре

## События

### Постановки
- 7 июля — в Лондоне, на сцене Королевского театра в Хеймаркете состоялась премьера балета Шарля Дидло «Зефир и Флора» (Зефир — Шарль Дидло, Флора — Роза Дидло).
- 7 августа — в венском Бургтеатре состоялась премьеры оперы Антонио Сальери «Мавр», которая считается одной из худших опер композитора.

## Деятели театра

### Родились
- 17 февраля, Катания, Сицилия — итальянский композитор Джованни Пачини.
- 23 июля, Стокгольм —  шведский композитор Франц Бервальд.
- 3 сентября, Стокгольм — шведская певица Генриетта Видерберг.
- 30 ноября, Лёбеюн — немецкий певец, дирижёр и композитор Карл Лёве.

### Скончались
- 16 февраля (апреля?), Рим — итальянская оперная певица, актриса придворного театра в Санкт-Петербурге Катарина Габриелли.
- 19 марта, Лондон — английский композитор Стивен Сторас.
- 4 апреля, Неаполь — итальянский композитор Никола Сабатино[англ.].